# Twitteratura

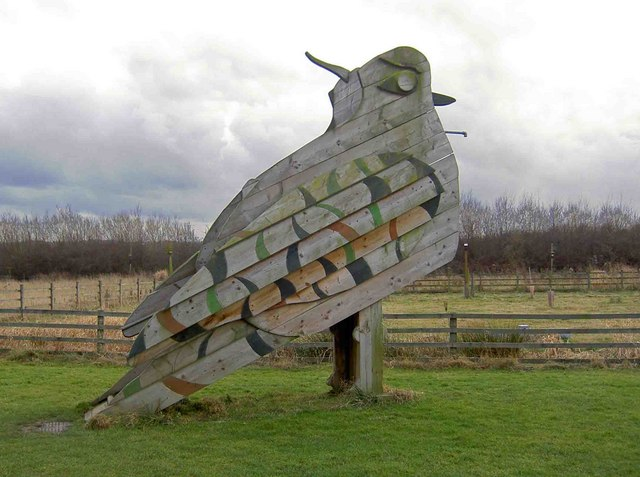
Escultura representant l'antic logotip de l'ocell de Twitter.

Twitteratura (de l'anglès Twitterature, mot creuat de Twitter i literatura) és un ús literari del servei de microblogging de Twitter (actualment X). Inclou diversos gèneres, com aforismes, poesia i ficció escrits per particulars o en col·laboració. El text va començar tenint una extensió màxima de 140 caràcters, però des de 2017 s'amplià a 280.
Els inicis de l'anomenada twitteratura no estan clarament definits, ja que la literatura més breu que la que es fa a Twitter ja existia abans que aparegués aquesta plataforma. Augusto Monterroso o Ernest Hemingway ho van fer primer. No tuitar, però sí escriure grans relats de gairebé una línia. No obstant això, l'actualitat i la tecnologia fan que la microficció torni a ser matèria de treball per a escriptors, lectors, llibreters i editors. Antecedents d'aquest gènere hipercurt també es poden trobar en els haikus, una forma de poesia tradicional japonesa que no arriba als 50 caràcters. O en els microrelats, alguns tan coneguts com el d'Augusto Monterroso: "Quan va despertar el dinosaure, encara hi era".
Entre els pioners en aquest tipus de literatura que s'uneix amb la web està Matt Stewart, quan el 2009 va publicar a Twitter el seu llibre "La revolució francesa", que no aconseguia editor. L'autor va realitzar una publicació diària fins a posar la seva obra en línia amb 3.700 tuits. Després, el 2010, l'escriptor i periodista en llengua catalana Jordi Cervera va publicar en aquesta xarxa social la seva novel·la "Serial Chicken" sobre una gallina assassina, amb motiu de la Setmana Negra de Barcelona, esdeveniment dedicat al gènere policíac. Amb aquestes històries donant voltes per la xarxa, el 2010 el quebequès Jean-Yves Fréchette, exprofessor de francès, va notar que hi havia gent que a través de Twitter escrivia diàriament una història que es llegia d'una sola vegada. Així, juntament amb Jean-Michel Le Blanc, un periodista francès de Bordeus, Fréchette va decidir reagrupar aquests microrelats que explicaven històries amb un o dos personatges i contenien tots els elements de qualsevol conte: una situació inicial, un conflicte i un desenllaç. D'aquesta manera, va néixer l'Institut de Twitteratura Comparada que es va convertir en un mitjà de difusió dels treballs de diferents twitterautors i s'ha posat com a missió fonamental la investigació en pedagogia, per visualitzar amb major claredat les aplicacions de Twitter a l'aula.
Però no només de novel·les viu la twitteratura, ja que després d'aquest nou gènere literari van sorgir noves i originals propostes com el Film Festival 140 Caràcters, un festival de curts amb dues normes: que la història s'inspirés en un tuit i que no sobrepassés els 140 segons.
Una altra és el Twitter Fiction Festival, que busca demostrar que aquest mitjà pot arribar a ser un important focus creatiu. Tuitaires de tot el món s'han sumat a aquesta iniciativa literària que consisteix a escriure una història mínima amb l'etiqueta #twitterfiction.